# Moray
Moray (pronunciat Murray en anglès, Moireibh o Moireabh en gaèlic escocès) és un dels 32 consells d'Escòcia. Està situat al nord-est del país, amb límits amb el Moray Firth (o fiord de Moray) i amb els consells d'Aberdeenshire i Highland.

## Ciutats i viles
- Aberlour, Alves, Archiestown, Arradoul, Auchenhalrig
- Bogmoor, Broadley, Buckie, Burghead
- Clochan, Craigellachie, Cullen, Cummingston
- Dallas, Deskford, Dipple, Drybridge, Dufftown, Duffus, Dyke
- Elgin
- Findhorn, Findochty, Fochabers, Forres, Fogwatt
- Garmouth
- Hopeman
- Ianstown, Inchberry
- Keith, Kingston, Kinloss
- Lhanbryde, Longmorn, Lossiemouth
- Mosstodloch
- Nether Dallachy, Newmill
- Ordiquish
- Portgordon, Portknockie
- Raffan, Rafford, Rothes, Rothiemay
- Spey Bay
- Tomintoul
- Unthank, Upper Dallachy, Urquhart

## Política
El consell de Moray va ser creat el 1996 en aplicació de la  Local Government, etc. (Scotland) Act del 1994 amb els límits de l'antic districte de Moray.
Després de les eleccions de maig del 2007 la composició del consell és:
| Partit                                                                          | Consellers |
| Independents                                                                    | 11         |
| Partit Nacional Escocès Scottish National Party Pàrtaidh Nàiseanta na h-Alba    | 10         |
| Partit Conservador i Unionista Escocès Scottish Conservative and Unionist Party | 3          |
| Partit Laborista Escocès Scottish Labour Party                                  | 2          |

El consell de Moray és controlat per una coalició entre els Independents i els Conservadors.

## Economia

### Ocupació
La població ocupada de Moray era el 2003 d'unes 40.000 persones, d'aquestes 34.000 eren empleats i uns 6.000 autònoms. Dels 34.000 empleats, el 31% treballava al sector públic i només el 18% de les feines eren de tipus directiu o professional.

### Activitat econòmica
La RNB de Moray va ser d'1,26 bilions de lliures el 2003 (14.500 £ per habitant), el que suposa que va quedar un 6% per sota de la mitjana d'Escòcia i un 12% per sota de la mitjana del Regne Unit
L'estructura de la producció mostra un pes important del sector de la indústria alimentària (begudes, conserves i galetes) i del sector públic. Del total de la RNB el 19% correspon al sector de les begudes i l'alimentació (que només representa el 2% a nivell d'Escòcia), Moray produeix el 9% del total de productes alimentaris i begudes d'Escòcia. Altres sectors importants són el turisme, els productes forestals, productes tèxtils i productes metàl·lics especials. Els serveis empresarials representen el 15% de la RNB (19% per al conjunt d'Escòcia).